# BMW Museum
BMW Museum är ett fordonsmuseum i München i Tyskland.
Den österrikiske arkitekten Karl Schwanzer har ritat både biltillverkaren BMW:s huvudkontor Vierzylinder ("Fyrcylindern") och BMW Museum i anslutning till huvudkontoret. BMW Museum öppnades 1973 och har 250 000 besökare årligen.[källa behövs] Det visar företagets utveckling från grundandet under första världskriget och en rad BMW-klassiker.